# Diecéze arsamosatská
Diecéze Arsamosata je titulární diecéze římskokatolické církve.

## Historie
Arsamosata, v blízkosti Harputu v dnešním Turecku, bylo starobylé biskupské sídlo v římské provincii Mezopotámie I.. Byla součástí Antiochijského patriarchátu a sufragánnou arcidiecéze Amida, jak o tom svědčí Notitiae Episcopatuum ze 6. století.
V první fázi historie této diecéze je znám jeden biskup; Aaron, který byl roku 518 sesazen, kvůli podporování severiánského monofyzitismu.
V 7. století za arabského dobytí, byzantské diecéze zmizeli. V  Notitiae Episcopatuum z 10. století, kdy bylo území převzato zpátky pod nadvládu byzantské říše, bylo biskupství obnoveno jako metropolitní sídlo: jediný známý arcibiskup je Nicolaus.
Dnes je využívána jako titulární biskupské sídlo; v současné době je bez titulárního biskupa.

## Seznam biskupů
- Aaron (? – 518)
- Nicolaus (první polovina 11. století)

## Seznam titulárních biskupů
- 1947 – 1953 Etienne Katcho
- 1953 – 1954 Bernhard Gerhard Hilhorst, C.S.Sp.
- 1955 – 1959 Laurent Morin
- 1959 – 1977 Tomás Roberto Patricio Manning, O.F.M.